# Hordeum
Hordeum là một chi thực vật có hoa trong họ Hòa thảo (Poaceae).

## Loài
Chi Hordeum gồm các loài: